# Podna dizalica
Podna dizalica spada u male ili serijske dizalice, a to su jednostavni mehanizmi ili uređaji za dizanje tereta.

## Podjela
Među male podne dizalice s ručnim pogonom ubrajaju se zupčasta podna dizalica, vijčana podna dizalica i hidraulička podna dizalica.

### Zupčasta podna dizalica
Zupčaste podne dizalice tako su građene da ozubnica ostaje nepomična, a okrilje se diže, ili okrilje miruje, a diže se ozubnica. Imaju nosivost od 2 do 30 tona, visinu dizanja od 0,3 do 0,7 metara i korisnost od 0,5 do 0,7.

### Vijčana podna dizalica
Vijčane podne dizalice obično su manje po visini od zupčastih podnih dizalica. Nosivost im je od 2 do 35 tona, a visina dizanja od 0,2 do 0,4 metara. Jednovojno samokočno vijčano vreteno razlog je maloj korisnosti (η = 0,3 - 0,4). U usporedbi sa zupčastim dizalicama, vijčane su dizalice jeftinije, ali se njima diže polaganije. Upotrebljavaju se više za podupiranje nego za izmjenično dizanje i spuštanje.

### Hidraulička podna dizalica
Hidraulička podna dizalica (ili samo hidraulička dizalica) radi na osnovu hidraulične preše.

#### Hidraulična preša
Hidraulični tijesak, hidraulična preša ili hidraulička preša je uređaj s pomoću kojega se mogu proizvesti vrlo velike sile tlačenja, dizanja, probijanja, oblikovanja i slično. Sastoji se od dvaju međusobno spojenih hidrauličkih cilindara, ispunjenih tekućinom. Hidraulična preša djeluje na principu jednakoga širenja tlaka na sve strane u tekućinama (Pascalov zakon). Tlak u malome cilindru nastaje zbog gibanja malog klipa, koji se pomiče ručno preko poluge ili elektromotorom. Tlak proizveden u malome cilindru prenosi se u veliki cilindar, gdje djeluje na veliki klip. Tlakovi su u oba cilindra jednaki, ali zbog različitih promjera klipova sile su na klipovima i brzine pomicanja klipova različite. Sila koja podiže veliki klip onoliko je puta veća od sile kojom mali klip pritišće tekućinu koliko je površina presjeka velikog klipa veća od površine presjeka malog klipa. Brzine pomicanja klipova obrnuto su razmjerne (proporcionalne) površinama klipova, to jest hod velikoga klipa onoliko je puta manji od hoda maloga klipa koliki je omjer površine presjeka klipova. Dio je hidraulične preše i spremnik tekućine, iz kojega pumpa (mali cilindar), preko nepovratnoga ventila siše tekućinu za dizanje velikoga klipa, u koji se tekućina vraća posebnim vodom kada se klip spušta. Kao radna tekućina danas se najčešće upotrebljava ulje (hidraulički fluid) ili emulzija ulja s vodom.
Hidraulični tijesak omogućuje da se primijenjena sila F1 duž nekog puta pretvori u veću silu F2 duž manjeg puta i da se sila poveća onoliko puta koliko je površina gonjenog hidrauličkog cilindra S2 veća od površine pogonskog hidrauličkog cilindra S1:
{\displaystyle F_{2}=F_{1}\cdot {\frac {S_{2}}{S_{1}}}\ }
Hidraulička preša radi na osnovu Pascalovog zakona. Pascalov zakon je temeljni zakon hidrostatike, koji kaže: u tekućini koja se nalazi u zatvorenoj posudi vanjski tlak širi se jednako na sve strane, to jest čestice tekućine prenose tlak u svim pravcima jednako. To znači da vrijedi:
{\displaystyle p_{1}=p_{2}}
{\displaystyle {\frac {F_{1}}{S_{1}}}={\frac {F_{2}}{S_{2}}}}

### Slike
|                                            | |                                                         |                                                                                   |
| Vijčana podna dizalica nosivosti 2,5 tone. | Jedna od najjednostavnijih vrsta vijčanih podnih dizalica kao auto dizalica koja se još uvijek koristi. | Zupčasta dizalica pričvršćena na poljoprivredno vozilo. | Male prijenosne hidrauličke podne dizalice koje služe kao dizalice za automobile. |